# 任瀛
任瀛（1498年—1572年），字登之，號嶧峰，山東兖州護衛軍籍山西文水縣人，治《詩經》，明朝政治人物。

## 生平
嘉靖七年（1528年）戊子科山東鄉試第六十三名舉人。嘉靖十四年（1535年）中式乙未科會試第一百九十七名，登第二甲第五名進士。改选庶吉士，送翰林院读书。散館後授兵科给事中，十八年九月升兵科右，二十年四月升兵科左，二十一年四月奉命监视玄极宝殿工程，十一月升户科都给事中，二十三年三月升顺天府府丞，二十八年二月升都察院右佥都御史、抚治郧阳，三十年三月改任南京提督操江，未任，即以考察令致仕。卒于隆庆六年（1572年）闰月十二日，享年七十五岁。

## 家族
曾祖任義；祖父任資；父任珍，曾任壽官。前母孫氏；前母邊氏；母蔡氏。具庆下。兄任源。长子任彦棻，万历二十年进士；次子任彦蘖，万历十七年进士。